# Andrew Leeds (acteur)
Pour les articles homonymes, voir Leeds (homonymie).
Andrew Leeds, né le 24 septembre 1978 à Clearwater (Floride), est un acteur américain.

## Biographie
Andrew Leeds est surtout connu pour son rôle de Christopher Pelant, il joue le rôle d'un hacker, qui commet des meurtres dans la série télévisée Bones.
Il a commencé sa carrière d'acteur dès l'âge de 8 ans. Il est apparu sur Broadway dans la comédie musicale Teddy & Alice et peu après est apparu comme Gavroche dans Les Misérables. Il a ensuite joué à Broadway dans la comédie musicale Falsettos que Jason. Il est diplômé de l'Université de Stanford avec un diplôme en informatique.
Il partage son temps entre Los Angeles et New York. En tant qu'écrivain, il a écrit des pilotes pour divers réseaux FOX, NBC et Showtime.

## Filmographie

### Acteur

#### Cinéma
- 1993 : Graine de star : Fred (non crédité)
- 1995 : Major Payne : Cadet Dotson (en tant que Andrew Harrison Leeds)
- 2003 : Is This Seat Taken : Ted Haines (en tant que Andrew Harrison Leeds)
- 2003 : Missing Brendan : Bob Calden - Age 18 (en tant que Andrew Harrison Leeds)
- 2006 : Special : Grocery Store Patron #8 - Bitter Lonely Guy
- 2009 : Irene in Time : Marcus
- 2011 : Subject: I Love You : Chris
- 2015 : Entourage : Casting Assistant
- 2016 : Joyeux bordel ! : Tim
- 2017 : The Golden Age : Morgan Winslow

#### Courts-métrages
- 1992 : The Poky Little Puppy's First Christmas
- 1998 : Jenny
- 2019 : Kenny

#### Télévision

##### Séries télévisées
- 1994 : Aaahh!!! Real Monsters : Jake
- 2002 : The Wonderful World of Disney : Newspaper Kid
- 2003 : Les experts : Tom Bell
- 2003 : The practice: Bobby Donnell & associés : Danny Grant
- 2003-2004 : Nip/Tuck : Henry Shapiro
- 2004 : I'm with Her (en) : Joel
- 2006 : Numb3rs : Daniel
- 2008 : Desperate Housewives : Leo Katz
- 2008 : Dirt : Alan
- 2009 : Dr House : Dr. Medina
- 2010 : Castle : Adam Murphy
- 2010 : Mentalist : Drew Yost
- 2011 : Leçons sur le mariage : Lester
- 2011 : The Closer: L.A.: Enquêtes prioritaires : Conner Ellis
- 2012 : Grey's Anatomy : Andy
- 2012-2015 : Bones : Christopher Pelant
- 2013 : American Horror Story : Dr. Dunphy
- 2013 : Cult : Marc Segal
- 2013 : The Fosters : A.D.A. Colbert
- 2013-2014 : NCIS: Los Angeles : NCIS Tech Operator John Booker
- 2014 : Bad Teacher : Ned
- 2014 : Hot in Cleveland : Tom
- 2014 : Mixology : Cute Guy
- 2014 : Veep : Jackson
- 2014-2015 : Cristela : Josh
- 2015 : Philadelphia : Jason
- 2015 : Return to Sender : Leroy
- 2016 : Modern Family : Rich
- 2016 : Shameless : Micah
- 2016 : Workaholics : Dan
- 2017 : The Great Indoors : Paul
- 2018 : Nobodies : Andrew
- 2019 : The Morning Show : Alan
- 2020 : Zoey et son incroyable playlist : David Clarke (le frère de Zoey)
- 2022 : The Patient : Ezra

##### Téléfilms
- 2008 : Bitter Brew : Roth

### Producteur

#### Séries télévisées
- 2010 : Rex Is Not Your Lawyer

#### Téléfilms
- 2005 : Stephen's Life
- 2013 : Brenda Forever

### Scénariste

#### Séries télévisées
- 2010 : Rex Is Not Your Lawyer

#### Téléfilms
- 2005 : Stephen's Life
- 2013 : Brenda Forever